# Cecilia Nilsson (skådespelare)
Birgitta Maria Cecilia Nilsson, född 15 juli 1957 i Enskede, är en svensk skådespelare.

## Biografi
Nilsson är yngst av tre döttrar till Nils Börje Nilsson och hans hustru Ingrid Birgitta. Hennes systrar Lise-Lotte  och Ann Sofi Nilsson blev även de skådespelare. Cecilia började spela teater som sexåring vid Vår Teaters barnteaterverksamhet vid Medborgarplatsen i Stockholm. Hon spelade sin första barnroll på Dramaten 1968 i Woyzeck och hade en roll på Stockholms stadsteater 1970–1971 i "Minns du den stad" av Per Anders Fogelström.
Hon var programledare för barn- och ungdomsprogrammet Fredax 1973–1974, sedan Lördags 1974–1975. 1978–1981 studerade hon vid Scenskolan i Stockholm, där hon gick i samma klass som bland andra Peter Stormare, Tomas Norström, Jessica Zandén, Maria Johansson och Sissela Kyle
Efter studierna engagerades hon vid Helsingborgs stadsteater. 1983–1988 arbetade Nilsson vid Stockholms stadsteater. Hon var därefter verksam i uppsättningar bl.a. på Riksteatern, Oktoberteatern i Södertälje, Orionteatern, Säffleoperan, Uppsala Stadsteater, Stockholms stadsteater samt vid Teater Oberon. Sedan 1999 är Nilsson anställd vid Teateralliansen.
Hösten 2008 medverkade hon i pjäsen Blommor av stål på Vasateatern i Stockholm tillsammans med Pernilla August, Suzanne Reuter, Gunilla Nyroos, Melinda Kinnaman och Linda Ulvaeus.
Själv betraktar Nilsson sin roll som lärarinnan i Den bästa sommaren (2000) av Ulf Malmros som en av sina allra bästa filmroller.
Cecilia Nilsson tilldelades Teaterförbundets Vilhelm Moberg-stipendium 1989, Riksteaterns stipendium 2007. Vid Guldbaggegalan 2012 vann hon pris i kategorin Bästa kvinnliga biroll för sin rolltolkning i Simon och ekarna.

## Filmografi (urval)
- 1973 – Den vita stenen (TV-serie)
- 1985 – August Strindberg: Ett liv (TV)
- 1985 – En ettas dagbok (TV-serie)
- 1987 – Undanflykten
- 1987 – Paganini från Saltängen (TV-serie)
- 1988 – Mimmi (TV-serie) (Elin, Mimmis mamma)
- 1990 – Smash (TV-serie)
- 1993 – Dockpojken
- 1994 – Min vän Percys magiska gymnastikskor (TV-serie)
- 1995 – En nämndemans död (TV-serie)
- 1996 – Lilla Jönssonligan och cornflakeskuppen
- 1997 – Grötbögen
- 1997 – Lilla Jönssonligan på styva linan
- 1998 – Personkrets 3:1
- 1999 – Babar – elefanternas konung
- 2000 – Barnen på Luna
- 2000 – Den bästa sommaren
- 2000 – Hur som helst är han jävligt död
- 2002 – Beck – Enslingen
- 2002 – Utanför din dörr
- 2004 – Graven (TV-serie)
- 2004 – Danslärarens återkomst (TV-serie)
- 2004 – I'm Your Man
- 2005 – Kim Novak badade aldrig i Genesarets sjö
- 2006 – Wallander – Den svaga punkten
- 2006 – Wallander – Fotografen
- 2007 – Upp till kamp
- 2009 – Morden (TV-serie)
- 2011 – Simon och ekarna
- 2015 – Modus (TV-serie)
- 2016–2018 – Springfloden (TV-serie)
- 2020 – Morden i Sandhamn (TV-serie)
- 2021 – Snöänglar (TV-serie)
- 2023 – Händelser vid vatten (TV-serie)
- 2023 – Konferensen
- 2024 – Så länge hjärtat slår
- 2025 – Tidstjuven (TV-serie)
- 2025 – Glaskupan (TV-serie)

## Teater

### Roller (ej komplett)
| År   | Roll                                                 | Produktion | Regi               | Teater                    |
| ---- | ---------------------------------------------------- | --- | ------------------ | ------------------------- |
| 1980 |                                                      | Tolvskillingsoperan (Die Dreigroschenoper) Bertolt Brecht och Kurt Weill                                               | Lars Göran Carlson | Parkteatern               |
| 1981 | Försångaren                                          | Dansa för mej, Zorba! (Zorba) John Kander, Fred Ebb och Joseph Stein                                                   | John Zacharias     | Helsingborgs stadsteater  |
| 1982 | Anna                                                 | Svejk i Andra världskriget (Schweik in the Second World War) Bertolt Brecht                                            | Hans Polster       | Helsingborgs stadsteater  |
| 1982 | Medverkande                                          | Släpp svångremmar loss, kabaré                                                                                         | Lars Svenson       | Helsingborgs stadsteater  |
| 1982 | Rose                                                 | Benådningen (Restoration) Edward Bond                                                                                  | Tom Deutgen        | Helsingborgs stadsteater  |
| 1983 | Elise                                                | Den girige (L'Avare ou l'École du mensonge) Molière                                                                    | Hans Polster       | Helsingborgs stadsteater  |
| 1985 | Fina husan                                           | Herr Puntila och hans dräng Matti (Herr Puntila und sein Knecht Matti) Bertolt Brecht                                  | Fred Hjelm         | Stockholms stadsteater    |
| 1986 | Prinsessan                                           | Perikles (Pericles, Prince of Tyre) William Shakespeare                                                                | Eva Ultz           | Stockholms stadsteater    |
| 1999 | Anna Krone                                           | Stockholmsblod Olov Svedelid och Kalle Sörnäs                                                                          | Peter Harryson     | Stockholms stadsteater    |
| 1999 | Rika dottern Tilda Price Fröken Ledrook Operasångare | Nicholas Nickleby (The Life and Adventures of Nicholas Nickleby) David Edgar efter Charles Dickens roman               | Georg Malvius      | Stockholms stadsteater    |
| 2006 |                                                      | Café Problem Marianne Goldman                                                                                          | Ulla Kassius       | Kulturhuset               |
| 2009 |                                                      | Seven Paula Cizmar, Catherine Filloux, Gail Kriegel, Carol K. Mack, Ruth Margraff, Anna Deveare-Smith, Susan Yankowitz |                    | Riksteatern               |
| 2012 | Marianne                                             | Den flygande handläggaren Gertrud Larsson                                                                              | Olle Törnqvist     | Uppsala stadsteater       |
| 2014 |                                                      | Stjärnan och odjuret Dennis Magnusson                                                                                  | Sara Cronberg      | Uppsala stadsteater       |
| 2017 |                                                      | Århundradets kärlekskrig Ebba Witt-Brattström                                                                          | Nora Nilsson       | Kulturhuset Stadsteatern  |
| 2019 | Gertrud                                              | Hamlet Jens Ohlin och Hannes Meidal                                                                                    | Jens Ohlin         | Teater Galeasen/ Dramaten |
| 2021 |                                                      | Irakisk Kristus (رواية المسيح العراقي, Al Masih al-iraqi) Hassan Blasim                                                | Natalie Ringler    | Teater Galeasen           |